# トゥリア川
トゥリア川 （トゥリアがわ、バレンシア語: Riu Túria、スペイン語: Río Turia）は、スペイン東部を流れる川。グアダラビアル川（Guadalaviar）とも呼ばれる。アラゴン州グアダラビアルに源を発し、バレンシアで地中海に注ぐ。10世紀以降呼ばれたグアダラビアルの名前は『白い川』（アラビア語:wadi al biad）を意味する。テルエルで支流のアルファンブラ川（アラビア語:al-Ħamrā、赤を意味する）が合流すると、川水が赤く濁ることで知られる。

## 概要
トゥリア川は典型的な地中海の河川で、季節の移り変わりによる変化が大きい。水源では小さな流れでやがて渓谷を刻み、ヘア・デ・アルバラシン付近までは天然マスの成長に適した水温と清潔さを保っている。テルエルでアルファンブラ川と合流する。支流であるアルファンブラ川は夏の旱魃時期に水量が激減する。テルエルまではグアダラビアル川と呼ばれ、以後の下流はトゥリア川と呼ばれる。バレンシア県に入り、流域はトゥリア自然公園の中に入る。リンコン・デ・アデムス、ロス・セラノスの一帯にはアレッポマツ、フランスカイガンショウ、ロトゥンディフォリアガシ、ポルトガルカシ、スベインビャクシン、ケルメスオーク、ケードネズ、セイヨウネズ、カナリアビャクシン、ヒトシベサンザシ、イチゴノキなどの植物が生え、グラナダノウサギ、アナウサギ、ムナジロカワガラス、サンバガエル、カタルーニャバーベル、バレンシアチャブなどの動物が生息している。2019年にユネスコの生物圏保護区に指定された。
河口の都市であるバレンシアでは、トゥリア川による洪水が珍しくない。1957年10月14日のバレンシア大洪水では3,700 m³ / sもの水があふれ、バレンシア住民を混乱に陥れた。この出来事によりさらなる洪水を防ぐための事業が計画され、運河が建設された。バレンシア市の南に増水時期だけ放流される川床が建設され、本流は運河を通じてベガ・デ・バレンシア郡を流れることになった。バレンシア中心部にある古い川床は、トゥリア公園となって余暇・文化施設が整備された。公園内は文化複合施設芸術科学都市となっている。